# 宮川大助・花子
宮川大助・花子（みやがわ だいすけ・はなこ）は、吉本興業に所属する日本のお笑いコンビ。
実際の夫婦でしゃべくり漫才を演ずる夫婦漫才の第一人者で、「いつまでもあると思うな愛と金」などのフレーズで知られる。なんばグランド花月（NGK）など、吉本興業所有の劇場に出演しているほか、個人でのテレビ出演なども多い。ともに奈良県生駒市在住。略称は「大花（だいはな）」。

## メンバー
- 宮川 大助（みやがわ だいすけ　1949年10月3日[2][3] - ）（75歳）

ツッコミ・ネタ作り担当、立ち位置は向かって右。愛称は大坊（だいぼう）。
本名、松下 孝美（まつした たかみ）。
血液型B型。身長179cm、体重87kg。BWHはそれぞれ93・90・100、足のサイズ27cm。。
鳥取県西伯郡余子村大字竹内（現：境港市竹内町）生まれ。7人兄弟姉妹の6番目。実父は元々仕事を求めて朝鮮半島に移住。南満州鉄道に勤めるも終戦直前のソ連侵攻の大混乱の中、着の身着のままで郷里に戻った後大工に従事していた中で大助を設けた。大助は極貧の中で育った（吉本内では池乃めだか・黒田有（メッセンジャー）・田村裕（麒麟）と並んで「物凄い貧乏生活を経験した吉本芸人」と称されることがある）。
鳥取県立米子工業高等学校電波通信科（現・情報電子科）卒業。三菱電機勤務ののち松竹芸能の養成所を経て1972年、浪曲漫才「宮川左近ショー」のリーダーだった4代目宮川左近に入門。同門の宮川小助（のちの宮川青丸）とコンビ「大助・小助」を組んだが、3年で解散。芸人を一時廃業し、スーパーマーケットの警備員となった。大助の1年後に入社した花子にコンビ結成を誘われた。警備会社に籍を置く傍ら、100本に上る漫才台本を書き芸界復帰のチャンスを窺った。
公式プロフィールで公表している趣味は、オーディオ・DVD鑑賞、山登り。とりわけオーディオ機器に大金を費やすことで知られ、自宅に招いたかつての吉本会長・林正之助から「河内音頭を4、5組いっぺんに腹の中で演ってるようなもん買うな!」と苦笑されている。
後述の花子が難病に侵されてからは「介護男子」としての生活も送っている。
- 宮川 花子（みやがわ はなこ　1954年8月28日[2][7] - ）（70歳）

ボケ担当、立ち位置は向かって左。
本名、松下 美智代（まつした みちよ）。
血液型AB型。身長160cm、体重63kg。BWHはそれぞれ90・75・90。足のサイズ24cm。
大阪府大阪市出身。高校卒業後、「偉そうにできる」「男にでもボロクソに言えてスカッとする」という理由で警察官を志望、大阪府警察へ入庁した。城東警察署で交通巡視員を担当し、違反検挙率トップを誇ったという。この間『素人名人会』（MBSテレビ）に出演、落語『相撲場風景』を演じてトップ賞相当の「名人賞」を受賞した。
「花嫁修業」を名目に府警を退職した直後の1974年、中学の同級生だった吉田ハッチ（のちの中田八作）の紹介で、ハッチの師であったチャンバラトリオに入門。真琴の名で、ハッチ改め誠とコンビ「新鮮組」を組んだが、1年半ほどで解散。芸人を一時廃業し、万引きGメンとして警備会社に就職、先輩社員だった大助と出会う。
若き日の花子は酒癖の悪さで知られ、修行時代に師匠の1人である山根伸介の息子に酌をさせて大酒に付き合わせたり、大助が運転していた車の窓から顔を出し「ワイは横山やすしじゃ」と絶叫したりなどのエピソードが残っている。ある日花子は昼間から自宅で泥酔、やすしが出演中の劇場に35回も電話をかけて呼び出した。折り返しの電話に出た大助は、自身も酒乱のエピソードを持つやすしから「あんまり飲ますなアホ。身体終うぞ」と叱責されるに至った。これらのことから、花子は芸人仲間の間で「女やすし」の異名をとった。
公式プロフィールで公表している趣味は、手芸、映画・舞台鑑賞。手芸はテレビの講座番組の司会者を務めるまでに至った。
2010年4月9日にかつての職場だった城東署の一日署長を務め、「37年ぶりの大出世」と称された。
2019年12月11日、多発性骨髄腫で闘病中である旨を公表した。

## コンビ略歴・芸風
花子から大助を誘い、1976年初頭頃にコンビを結成（吉本専属となった1979年11月を公式の結成年月としている）。双方の師匠の了解を取り付け、「宮川」と屋号が決まり花子の芸名はチャンバラトリオから取って「トリ子」とするのが決まりかけたものの、花子は鶏肉が皮の毛穴に恐怖を覚えるほど大の苦手だったため「そんな名を付けないとアカンのなら、漫才やめます」と、猛抗議の末に変更された経緯がある。
結成当初は大助がよく喋り、花子がそれに相槌を打つスタイルであった。また大助が花子を投げるなどする「どつき漫才」も演じていたが、生傷が絶えなかったので周囲の勧めで花子の方がよく喋り、それに対して大助が鈍重に振る舞い押されていくというスタイルに変更して高評価を取った。演芸作家の竹本浩三は花子の饒舌を「初代ミス・ワカナの再来」と評した。その後、上方漫才の賞をいくつも獲得（後述）、地位を確立した。
漫才では花子がかかあ天下的にしゃべくりの主導権を握っているが、実際は大助がネタ・演出を全て考えている。実生活では封建的なまでの亭主関白という訳ではなく、夫婦仲は良い。
漫才冒頭での自己紹介の際に、花子が大助のことを容姿のよい男性の名前で紹介することがある。
1988年に花子が胃癌（大助は花子自身にはポリープと伝え、長らく伏せていた）のため体調を崩し、コンビ活動を一時休止した。花子は5年間入退院を繰り返し、絶望して荒れるなどして、夫婦としての実生活の危機におちいったが、病気の克服とともに関係を修復。のちにこれらの体験をつづった著書『愛をみつけた 大助・花子のおやオヤ日記』を出版。同書はNHK総合テレビ『ドラマ新銀河』枠内にて『愛をみつけた』の題でドラマ化された。
花子復帰以降は花子が大助を一方的になじるような漫才のスタイルから変化し、花子が大助の人柄を観客に自慢するようなオノロケを見せるようになった。
2007年2月5日に大助が軽度の脳出血により入院し、同年5月24日まで加療のため休業した。大助の療養中は花子が1人で舞台に立った。大助が倒れた当初の花子は心中を覚悟し、長女に「棺おけを2つ用意してほしい」と頼んだとのちに告白している。これ以降は大助の体調を考慮して以前よりも舞台の回数を減らしているほか、花子が1人で舞台に立つ機会もある。
2人とも病を抱え、高齢化した現在は、座って漫才を披露するトークショー形式の漫才も行っている。2024年2月25日放送分の笑点では、2人とも座って漫才を披露した。

## 受賞歴

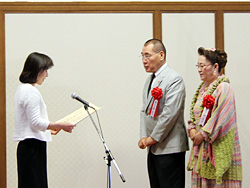
2011年5月18日、芸術選奨贈呈式にて

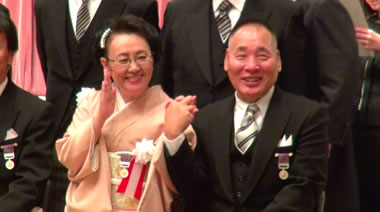
2017年11月14日、紫綬褒章伝達式にて

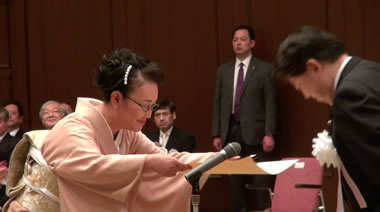
2017年11月14日、紫綬褒章伝達式での宮川花子（左）

- 1979年 第10回NHK上方漫才コンテスト 優秀努力賞
- 1981年 第2回今宮子供えびすマンザイ新人コンクール 奨励賞
- 1982年 第3回ABC漫才・落語新人コンクール 漫才の部 最優秀新人賞
- 1983年 第12回上方お笑い大賞 銀賞
- 1984年 第19回上方漫才大賞 新人賞
- 1985年 第6回花王名人大賞 新人賞
- 1986年 第15回日本放送演芸大賞 優秀賞
- 1986年 第21回上方漫才大賞 奨励賞
- 1986年 第7回花王名人大賞 名人賞
- 1986年 大阪府民劇場賞 奨励賞
- 1987年 第22回上方漫才大賞 大賞
- 1987年 第8回花王名人大賞 名人賞
- 1987年 第5回咲くやこの花賞 大衆芸能部門 漫才
- 1987年 第16回上方お笑い大賞 金賞
- 1989年 第18回上方お笑い大賞 審査員特別賞
- 1990年 第25回上方漫才大賞 大賞
- 1990年 第19回上方お笑い大賞 大賞
- 2011年 第61回文化庁芸術選奨 文部科学大臣賞大衆芸能部門
- 2017年 紫綬褒章　※大助・花子それぞれに同時受章[11]
- 2025年 ベスト・ファーザー賞 in 関西 芸能部門　※大助が受賞[12]

### 弟子
- 宮川たま子[13]（旧芸名：マングースたま子→たま）
- 宮川隼人

一門や、交友のある後輩芸人らとともに「大助・花子ファミリー（通称:DHF）」を形成している。

## エピソード
家族
- コンビ結成直後の1976年4月[4]に結婚し、1978年3月に長女・紗弓（のちのさゆみ・ひかりの宮川さゆみ）が誕生している。
- 大助は浮気が何度となく発覚しているが、公開謝罪会見を行うなどそれすらもネタにする気骨を見せている[要出典]。多くの夫婦漫才コンビがスキャンダルをきっかけに離縁やコンビ解消をする中で、「大助・花子」は数少ない現役夫婦コンビとして活動し続けている。
- 花子、さゆみ、たま子は「宮川家の女達」というトリオでも活動している。ネタは主にショートコントで、ネタの合間には「ババ、ママ、コドモ」というブリッジを交えている。ネタ作りには大助が関わっている。

趣味
- 2人共通の趣味はマラソンで、大助が倒れるまではホノルルマラソンに毎回参加していた。後に芸人たちによるマラソンチームを結成するに至った（後述）。

慈善活動
- 東日本大震災発生以後、岩手県大船渡市を中心に被災地を頻繁に訪問しており、弟子らを連れて支援活動や公演などを行っている[14]。

発災直後、交通機関が寸断された被災地へ、マラソンを得意とする後輩芸人に支援物資を走って届けさせたことをきっかけに、花子を監督とする、芸人によるマラソンチーム「吉本ナショナルDreams」を結成し、「RUN & LAUGH」をスローガンに被災地のマラソン大会に出場している。
これらの功績により2013年6月10日、「おおふなと復興応援特別大使」に任命された。

## 出演

### テレビ番組
関西ローカルの番組や演芸番組、NHK大阪放送局制作の『NHK朝の連続テレビ小説』にしばしば出演している。
- バラエティー生活笑百科（NHK総合テレビジョン、NHK大阪放送局制作）[1]
- マイルド欽ドン!（フジテレビ） - 当初は大助のみが出演する予定だったが、特別出演した花子が予想外に好評だったため、結局2人で出演することになった。
- オット危険な嫁姑!（関西テレビ）
- 生活情報クイズ 知って得Q便!（中京テレビ）
- 月曜ミステリー劇場「外科医・零子2」（TBSテレビ）
- NHK朝の連続テレビ小説 ふたりっ子（NHK総合テレビジョン、NHK大阪放送局制作）
- NHK朝の連続テレビ小説 ほんまもん（NHK総合テレビジョン、NHK大阪放送局制作）
- 月曜ドラマランド「おさわがせ剣士 赤胴鈴之助」（フジテレビ）
- 土曜ドラマスペシャル「塀の中の懲りない面々2・希望の出所編」（TBSテレビ）
- 旅の香り（テレビ朝日）
- 笑点（日本テレビ）
- DAI♥HANAのもっとぎふ!体感マップ（中京テレビ）
- ワイドYOU（毎日放送）
- トナリnoとなり（関西テレビ・エイトプロ）
- オールスター感謝祭（TBSテレビ） - 1991年秋から現在も続くTBS改編期のクイズ特番だが、1990年代後半までは毎回出演していた。
- HOTEL 第4シリーズ 第9話「車椅子の幽霊!?」（TBSテレビ、1995年）
- 宮川大助・花子のハテはてな?（2012年10月 - 2022年3月27日、山陰放送）[1][18]
- 大助・花子が行く!未来の世界遺産 北イタリア 絶景モンブランの旅（BS朝日、2015年9月6日）
- ザ・ノンフィクション（フジテレビ、2020年2月23日(前編)・2020年3月1日(後編)）「花子と大助 ～余命宣告から夫婦の700日」[19]
- 桂文枝の演芸図鑑（NHK総合、2024年5月5日）

大助のみ
- 新・天までとどけ（TBSテレビ）[3] - 標準語によるセリフを使っていた。
- 水戸黄門 第36話 第19話「浪花娘 情けの恩返し・高野山」（2006年）- きよみず清三役（TBSテレビ）[3]
- わが家の歴史（フジテレビ）- 池田勇人役[3]
- グッド★コンビネーション（NHK総合テレビジョン、NHK大阪放送局制作）

花子のみ
- おしゃれ工房 → すてきにハンドメイド（NHK Eテレ、NHK大阪放送局制作）[7]
- やりすぎコージー（テレビ東京）[7]
- あらびき団（TBSテレビ） - 「宮川家の女達」として
- 京都金沢殺人事件シリーズ6（2004年） ‐ 和泉春枝

### ラジオ番組
- FMシアター「夫婦うどん」（2002年11月30日、NHK-FM、NHK大阪放送局制作）
- 日新です まいどおおきに（ラジオ関西）
- 大助・花子の土曜はルンルン（朝日放送ラジオ）
- でんわ大好きKYU-KAN-CHO（MBSラジオ）
- 大助・花子のいんなぁとりっぷ 心と暮らしの相談室（文化放送）

花子のみ
- 上柳昌彦・宮川花子 ごごばん!（ニッポン放送）[7] - 花子のみ出演、木曜日レギュラー。大助は複数回出演（1度だけ「夫婦共演」で出演）したことがある。また、花子の娘・さゆみや弟子のたま子、吉本の後輩も出演するなど、特に突発的に出演することが多い曜日でもある

### 映画
- 男はつらいよ 寅次郎紅の花（松竹） - パン屋いしくら店主とその妻役
- シネマワイズ新喜劇 どケチ ピーやん物語（ポニーキャニオン）
- なにわ極楽会館（Ｖシネマ）
- 明日があるさ THE MOVIE（東宝）
- 女帝 SUPER QUEEN（ムービーテレビジョン） - スナック「麻里子」の常連客とママ役

大助のみ
- シネマワイズ新喜劇 マネージャーの掟（ポニーキャニオン）

花子のみ
- スクール・ウォーズ HERO（松竹） - お好み焼店「おかめ」女将役

### ミュージカル
花子のみ
- 伝説のステージ FOREVER'70s-青春- （2003年、中日劇場・新宿コマ劇場・梅田コマ劇場）

### ゲーム
- 決戦II - 孟獲（大助）、祝融（花子）役

### CM
- アキタ産業 びあっこ（鶏卵、1992年）
- かねこみそ
- 加藤水産「塩かずのこ」（1993年、花子のみ）
- ケンミン食品「焼きビーフン」
- メットライフ生命保険
- どん兵衛 どんPay編（2019年、日清食品。大助のみ） - 吉本の後輩で同音異字の芸人・宮川大輔が出演するPayPayのパロディCM。PayPay株式会社許諾のもとで製作され、大輔の「PayPayダンス」を真似た「どんPayダンス」を大助が踊るというもの[20]。